# Brussels Basketball in het seizoen 2023/24
Het seizoen 2023/2024 was het 25e jaar in het bestaan van de Brusselse basketbalclub Brussels Basketball sinds de fusie in 1999.

## Verloop
De selectie werd na de komst van de nieuwe coach Serge Crèvecoeur volledig vernieuwd enkel Terry Deroover en Louis Hazard bleven over. Van Kangoeroes Mechelen kwamen Jordan Harris, Luka Kotrulja, Godwin Tshimanga en jeugdspeler Junior Bonsenge over. Van Limburg United kwam Yannick Desiron over. Verder tekende ook de Brit Jelani Watson-Gayle, Amerikaan Brandon Horvath, de Fransen Thomas Hanquiez en Jared Ambrose, Volodymyr Shevchuk en Douglas Ntesa.
In februari 2024 werd er afscheid genomen van Luka Kotrulja. Brussels eindige zesde in de reguliere competitie en vierde in de Elite Silver hierdoor kwalificeerden ze zich niet voor de nationale play-offs. In de beker van België verloren ze in de kwartfinale van Spirou Charleroi.

## Ploeg
Antwerp Giants ·
BAL ·
Union Mons-Hainaut ·
Den Helder Suns ·
Donar ·
Feyenoord ·
Heroes Den Bosch ·
Kangoeroes Basket Mechelen ·
Kortrijk Spurs ·
Landstede Hammers ·
Leuven Bears ·
Liège Basket ·
Limburg United ·
LWD Basket ·
Okapi Aalst ·
Oostende ·
Brussels Basketball ·
Spirou Charleroi ·
Yoast United ·
ZZ Leiden